# أجلونيما مجعدة
أجلونيما مجعدة (الاسم العلمي: Aglaonema crispum) هي نوع من النباتات يتبع جنس الأجلونيما من الفصيلة اللوفية.